# Annibale Caretta
Annibale Caretta (Alessandria, 28 luglio 1877 – Nervesa della Battaglia, 15 giugno 1918) è stato un militare italiano, decorato con la medaglia d'oro al valor militare.

## Biografia
Si arruola come ufficiale del Regio Esercito entrando nell'arma di cavalleria.
Divenuto capitano, Carretta, la cui promozione a maggiore venne pubblicata pochi giorni dopo la sua morte, venne impiegato con l'artiglieria e messo al comando del 7º gruppo bombarde della 58ª divisione (VIII Corpo) della 8ª Armata. La dottrina di impiego dell'esercito italiano è profondamente cambiata dopo la rotta successiva alla battaglia di Caporetto: il generale Luigi Cadorna è stato sostituito dal generale Armando Diaz che crede in una difesa elastica del fronte attestato, non senza controversie, sul fiume Piave indicato come linea invalicabile a protezione della pianura padana. Vengono schierate in prima linea 26 divisioni, ma sono pronte a intervenire laddove necessarie 4 divisioni di riserva di settore e 13 divisioni di riserva centrale. Il fronte è suddiviso in capisaldi distanziati e in grado di gestire localmente e in autonomia sia le richieste di supporto di fuoco, sia la ritirata per riorganizzarsi.
Sul versante dell'esercito austro-ungarico, in una riunione congiunta tra gli stati maggiori tedesco e austriaco tenutasi a Bolzano nel febbraio del 1918, i generali Conrad e Borojević pianificarono un'offensiva decisiva per le sorti della guerra da attuare nei mesi di maggio-giugno. L'obiettivo strategico era lo sfondamento della linea del Piave con un'avanzata contemporanea su Vicenza da parte delle truppe di Conrad provenienti dal nord e su Treviso e Venezia da parte delle truppe di Borojević che sarebbero partite dall'Isonzo. Lo sfondamento era il preludio all'avanzata lungo la pianura padana che avrebbe portato alla vittoria finale sull'Italia.
La data dell'attacco sul Piave venne fissata per il 15 giugno 1918, ma l'avvisaglia di un'offensiva generale fu scoperta dagli italiani che catturarono un ufficiale pochi giorni prima e vennero a conoscenza anche della data esatta. Con grande sorpresa degli attaccanti austro-ungarici, in contemporanea con l'inizio delle loro manovre, furono fatti segno a un intenso fuoco di artiglieria di "contropreparazione" che scompaginò comandi e logistica in modo che risultò decisivo, tanto da far fissare in futuro la ricorrenza della festa dell'arma di artiglieria italiana il 15 giugno in memoria di quella data.
Annibale Caretta e la 58ª divisione erano schierati sulla riva destra del fiume Piave tra Nervesa e Santi Angeli a ridosso del Montello, una collina di forma ellittica, lunga circa quindici chilometri e alta fino a 370 metri. La divisione decise di avvicendare le truppe in prima linea proprio quel 15 giugno e si trovò quindi in pessime condizioni a fronteggiare l'urto di tre divisioni nemiche che attraversarono il fiume in presenza di nebbia e precedute da gas e lacrimogeni che ridussero la visibilità. Era iniziata la battaglia del Montello che sarebbe durata dal 15 al 23 giugno 1918 e la divisione tentò inutilmente di evitare lo sfondamento, riuscendo solo a guadagnare tempo necessario a far giungere le riserve. Nelle prime ore della battaglia il 7º gruppo bombarde di Caretta e la maggior parte degli effettivi della divisione vennero travolti. Per la strenua difesa della sua postazione di combattimento, da dove comunicò al comando i movimenti del nemico fin quasi all'ultimo e dove trovò la morte in un combattimento corpo a corpo (ucciso con un colpo di pugnale alla gola), il capitano venne dapprima decorato di medaglia d'argento al valor militare nel 1919, poi commutata in Medaglia d'Oro nel 1922. Insieme con lui trovarono la morte due colleghi capitani, altri 17 ufficiali e 246 uomini di truppa in ossequio all'ordine del generale Bazan, comandante dell'artiglieria dell'8ª armata, «gli artiglieri muoiano sui pezzi anziché abbandonarli al nemico». Quella di Caretta fu una della "13 medaglie d'oro del Montello" conferite nella battaglia, di cui 12 alla memoria. Sulla morte del capitano Carretta il generale Sachero, ispettore dei bombardieri, disse che essa «appare un atto derivato dalla decisa volontà del caduto di non abbandonare il posto d'onore che gli era stato affidato».